# Óscar Quagliata
Oscar Quagliatta (né le 30 octobre 1964 à Montevideo en Uruguay) est un footballeur uruguayen, qui jouait en tant qu'attaquant.